# Hiroyuki Hayashi (futbolista)
Hiroyuki Hayashi (林 祐征 Hayashi Hiroyuki?, nacido el 5 de octubre de 1983 en Tokushima) es un exfutbolista japonés. Jugaba de delantero y su último club fue el Giravanz Kitakyushu de Japón.

## Trayectoria

### Clubes
| Club                | País  | Año         |
| ------------------- | ----- | ----------- |
| Avispa Fukuoka      | Japón | 2002 - 2007 |
| V-Varen Nagasaki    | Japón | 2006        |
| Tokushima Vortis    | Japón | 2008 - 2009 |
| Tochigi SC          | Japón | 2010        |
| Giravanz Kitakyushu | Japón | 2011 - 2012 |

## Estadística de carrera

### J. League
| Club                | Año   | J. League | J. League | Copa J. League | Copa J. League | Total | Total |
| Club                | Año   | Part.     | Goles     | Part.          | Goles          | Part. | Goles |
| ------------------- | ----- | --------- | --------- | -------------- | -------------- | ----- | ----- |
| Avispa Fukuoka      | 2002  | 10        | 2         | -              | -              | 10    | 2     |
| Avispa Fukuoka      | 2003  | 31        | 11        | -              | -              | 31    | 11    |
| Avispa Fukuoka      | 2004  | 15        | 1         | -              | -              | 15    | 1     |
| Avispa Fukuoka      | 2005  | 18        | 2         | -              | -              | 18    | 2     |
| Avispa Fukuoka      | 2006  | 6         | 0         | 3              | 0              | 9     | 0     |
| Avispa Fukuoka      | 2007  | 22        | 2         | -              | -              | 22    | 2     |
| Tokushima Vortis    | 2008  | 7         | 0         | -              | -              | 7     | 0     |
| Tokushima Vortis    | 2009  | 3         | 0         | -              | -              | 3     | 0     |
| Tochigi SC          | 2010  | 28        | 1         | -              | -              | 28    | 1     |
| Giravanz Kitakyushu | 2011  | 31        | 9         | -              | -              | 31    | 9     |
| Giravanz Kitakyushu | 2012  | 21        | 2         | -              | -              | 21    | 2     |
| Total               | Total | 192       | 30        | 3              | 0              | 195   | 30    |